# La Perla (strandpaviljoen)

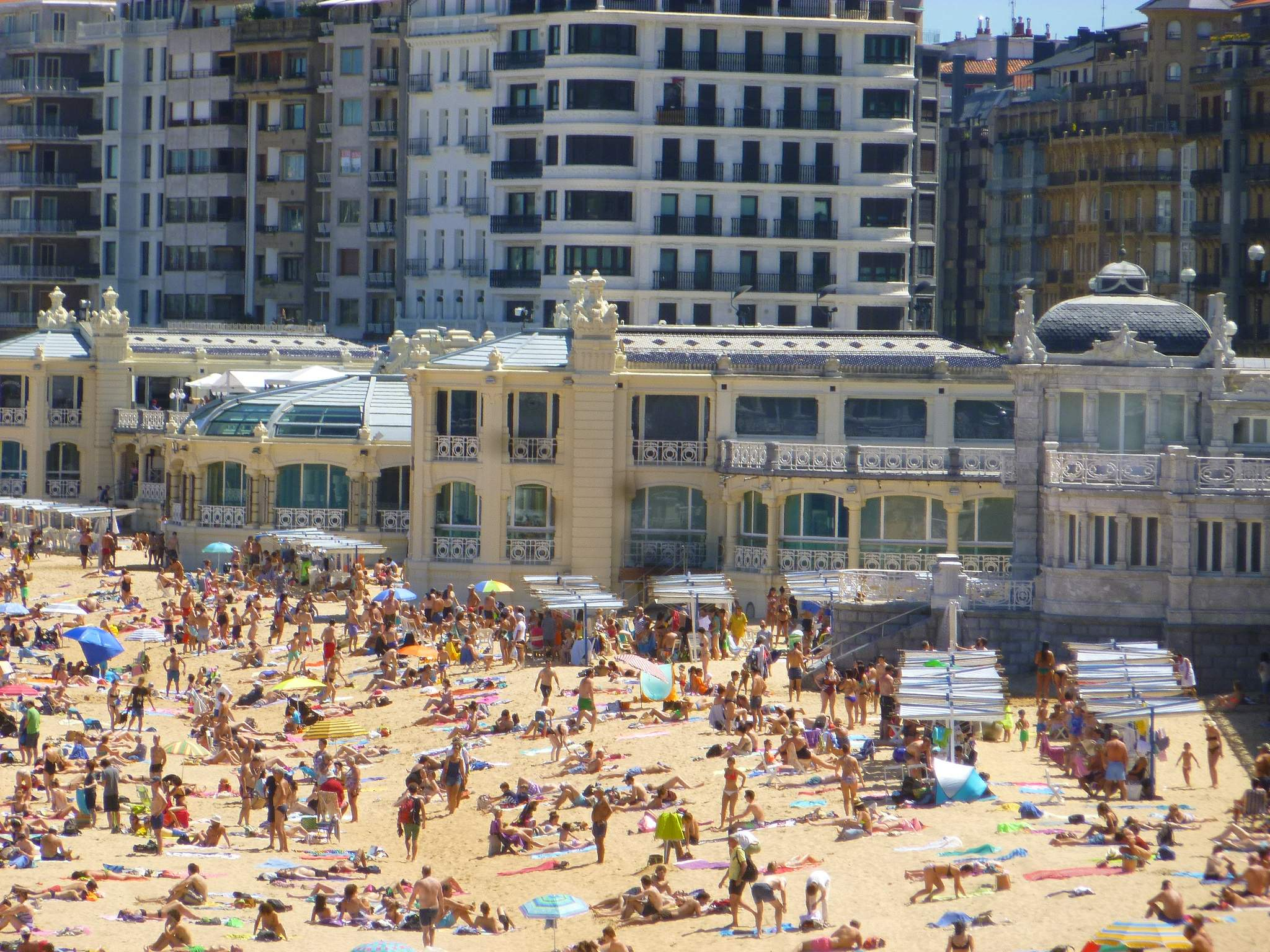
La Perla gezien vanuit het westen in 2016

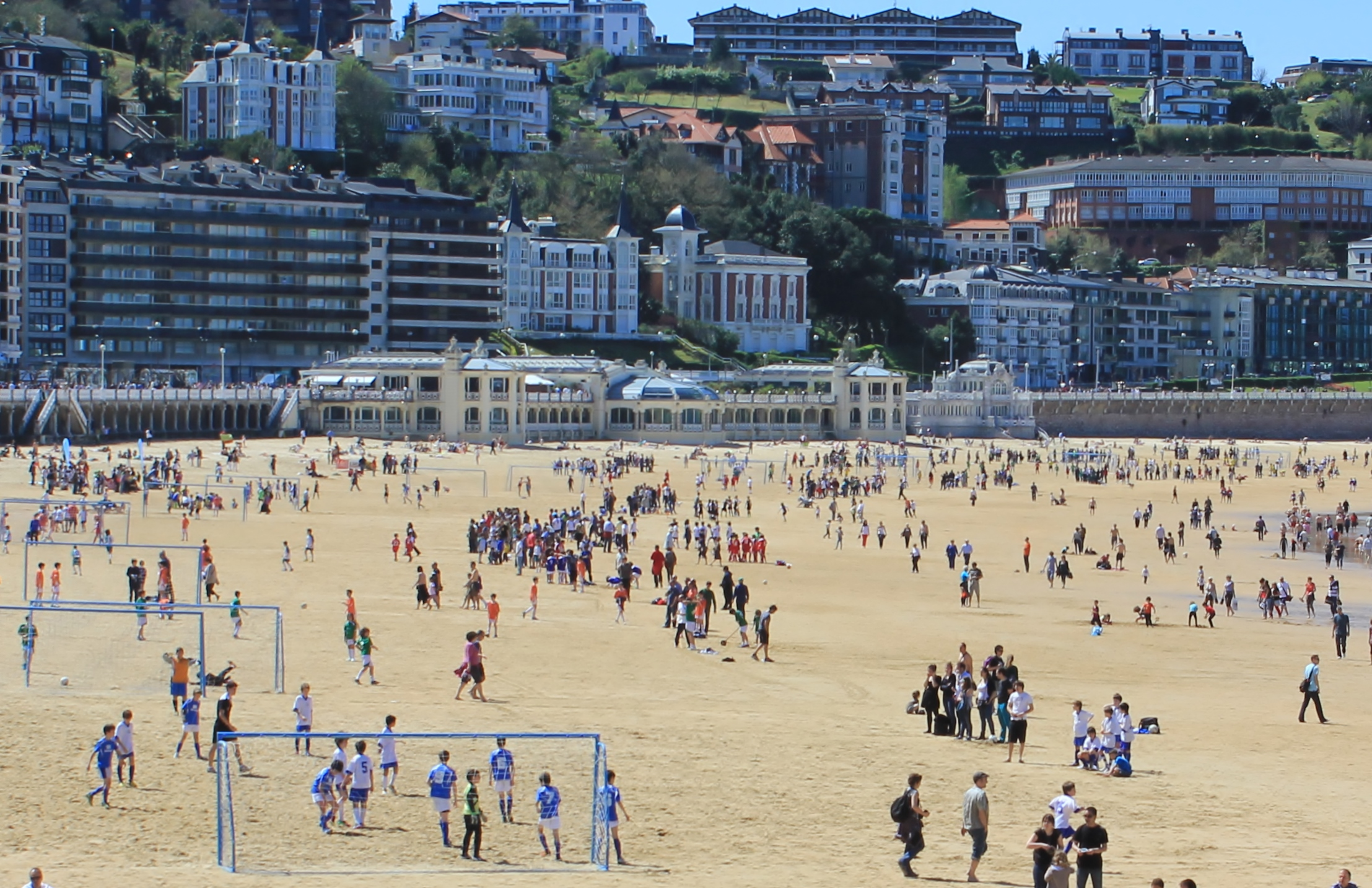
La Perla gezien vanuit het oosten in 2013

La Perla (Spaans) of Perla bainuetxea (Baskisch) is een strandpaviljoen op het playa de La Concha aan de baai La Concha van de Cantabrische Zee, in het centrum van de Spaanse stad San Sebastian in de autonome gemeenschap Baskenland. In het gebouw is er horeca en kuurbaden met zeewater. 

## Geschiedenis
Als in 1887 het strand Playa de La Concha het predicaat "koninklijk" krijgt en jaarlijks in de zomer bezocht wordt door de Spaanse mobnarchie en aristocratie en bourgeoisie uit heel Europa, wordt op het centrale gedeelte van de boulevard, waar nu twee klokkentorentjes staan, een enorme rode houten barak gebouwd die de naam La perla del océano ("de parel van de oceaan") meekrijgt. Aan het begin van de 20e eeuw leeft bij het gemeentebestuur de wens een ander paviljoen neer te zetten, dat meer voldeed aan de smaak van die tijd, en dat het meest geavanceerde centrum voor hydrotherapie in Europa zou zijn. Dit moet naast het koninklijke strandhuisje komen, zo'n 100 meter verderop aan de boulevard. In 1910 ontwerpt Ramón de Cortázar zowel een nieuw paviljoen als een nieuw koninklijk strandhuisje, en in 1912 zijn die afgerond. Vanaf 1924 raakt het gebouw echter in onbruik en vervalt het tot het bijna een ruïne is. 
In de jaren '60 van de 20e eeuw worden de eerste danszalen in San Sebastian geopend, en in 1961 wordt La Perla op particulier initiatief ook omgebouwd tot feestzaal. In de jaren '90 besluit de gemeente het complex weer de oorspronkelijke bestemming te geven. Tussen 1991 en 1993 wordt het gerenoveerd om opnieuw een spa, luxerestaurants en feestruimtes te herbergen.

## Accommodatie
Sinds de heropening van het centrum in 1993, huisvest het kuurbaden met thalassotherapie, een wellness centre, een sportschool en restaurants met feestzalen.